# Студентський та учнівський квиток
Студентський та учнівський квиток - елемент інформаційно-аналітичної системи обліку та відшкодування пільг студентам вищих навчальних закладів та учням професійно-технічних училищ.
Як носій інформації використовується вбудований мікропроцесор (чип-модуль). Ця смарт-картка дає можливість застосовувати студентський квиток як платіжний інструмент і одночасно як засіб отримання пільг на транспорті.
Завдяки використанню сучасних засобів захисту даних інформація в чип-модулі надійно захищена від підробки та порушення її цілісності.

## Види студентських та учнівських квитків
| Тип студентського/учнівського квитка     | Платіжна система | Наявність елементів                                                      |
| ---------------------------------------- | ---------------- | ------------------------------------------------------------------------ |
| З контактним чипом                       | НСМЕП            | Контактний чип (Банківська картка)                                       |
| З магнітною стрічкою та контактним чипом | Visa, MasterCard | Контактний чип (Банківська картка) + Магнітна стрічка(Банківська картка) |
| Гібридний                                | НСМЕП            | Контактний чип (Банківська картка) + Безконтактний чип(Метро/СКД т.і.)   |
| З магнітною стрічкою гібридний           | Visa, MasterCard | Контактний чип (Банківська картка) + Безконтактний чип(Метро/СКД т.і.)   |